# ممتاز حبيب
ممتاز حبيب (1987 بكابل في أفغانستان - ) هو لاعب كريكت أفغاني. لعب مع Durham University Centre of Cricketing Excellence ‏.

## وصلات خارجية
- ممتاز حبيب على موقع إي آس بي آن كريك إنفو (الإنجليزية)